# General of the Army (USA)
General of the Army er historisk den næsthøjeste rang i den amerikanske hær efter the Commander-in-Chief, som altid indehaves af USA’s præsident.
Den nævnte rang kan sidestilles med henholdsvis den amerikanske flådes Fleet Admiral og det amerikanske luftvåbens General of the Air Force samt andre landes feltmarskaller.

## Perioder
Rangen General of the Army har eksisteret i to perioder:  

### Første periode mellem 1866 og 1888
| • | Ulysses S. Grant   | 25. juli 1866 |
| • | William T. Sherman | 4. marts 1869 |
| • | Philip H. Sheridan | 1. juni 1888  |

### Anden periode
Den anden periode går fra 1944 til 2012, uden at der for nuværende er nogen indehaver af denne rang. 

## General of the Army
Kun fem amerikanske generaler har været udnævnt til General of the Army, femstjernet general, i denne periode, den sidste var Omar Bradley.
| • | George C. Marshall   | 16. december 1944  |
| • | Douglas MacArthur    | 18. december 1944  |
| • | Dwight D. Eisenhower | 20. december 1944  |
| • | Henry H. Arnold      | 21. december 1944  |
| • | Omar Bradley         | 20. september 1950 |